# Newport News, Virginia
Newport News là một thành phố thuộc quận, tiểu bang Virginia, Hoa Kỳ. Thành phố có diện tích 308,3 km² (trong đó có 176,9  km² là diện tích đất, 131,5  km² là diện tích mặt nước), dân số thời điểm ngày 1/7/2009 theo ước tính của Cục điều tra dân số Hoa Kỳ là 193.172 người2.